# Krzysztof Meyer
Krzysztof Meyer (ur. 11 sierpnia 1943 w Krakowie) – polski kompozytor, pianista, pedagog i autor książek o muzyce. Mąż Danuty Gwizdalanki.

## Życiorys
Urodził się w rodzinie lekarzy, lecz pianistką była matka jego ojca Stanisława Abłamowicz-Meyerowa. W 1952 roku rozpoczął naukę gry na fortepianie pod kierunkiem Haliny Ekierówny. Od 1954 roku uczył się kompozycji u Stanisława Wiechowicza – początkowo prywatnie, a od 1962 roku jako student Państwowej Wyższej Szkoły Muzycznej w Krakowie. Po śmierci Wiechowicza w 1963 roku Meyer znalazł się w gronie pierwszych studentów w klasie Krzysztofa Pendereckiego. Studia w krakowskiej PWSM zwieńczył dwoma dyplomami: z kompozycji (1965) i teorii muzyki (1966). Naukę kontynuował w Paryżu pod kierunkiem Nadii Boulanger (1964, 1966, 1968) oraz prywatnie u Witolda Lutosławskiego.
W latach 1966–1987 nauczał przedmiotów teoretycznych w Akademii Muzycznej w Krakowie, a w latach 2008–2013 kompozycji. W uczelni tej pełnił również obowiązki prorektora (1972–1975) oraz kierownika Katedry Teorii Muzyki (1975–1987). W latach 1987–2008 był profesorem kompozycji w Hochschule für Musik w Kolonii.
W 1964 roku po raz pierwszy wykonano publicznie jego utwór symfoniczny (I Symfonia w Filharmonii Krakowskiej). W 1965 roku zadebiutował na „Warszawskiej Jesieni” (I Kwartet smyczkowy) jako najmłodszy kompozytor w historii festiwalu. W następnych latach uczestniczył w konkursach kompozytorskich, zdobywając liczne nagrody, wśród nich: I nagrodę na Konkursie im. G. Fitelberga (1968) za III Symfonię, Grand Prix księcia Pierre de Monaco (1970) za operę Cyberiada, I nagrodę na Konkursie im. Karola Szymanowskiego (1974) za IV Symfonię, dwukrotnie odznaczono go na Międzynarodowej Trybunie Kompozytorów UNESCO w Paryżu (1970 za II Kwartet smyczkowy; 1976 za III Kwartet smyczkowy).
W latach 1966–1968 jako pianista wraz z Zespołem MW2 Adama Kaczyńskiego koncertował w Polsce i większości krajów europejskich, prezentując bulwersujący niekiedy repertuar ówczesnej awangardy. W późniejszych latach Meyer występował zazwyczaj jako kameralista lub wykonawca własnej muzyki; w tym charakterze dokonał też szeregu nagrań płytowych.
W 1969 roku nawiązał współpracę z Kwartetem Wilanowskim (obecnie Kwartet Wilanów). Znajomość ta zainspirowała kilkanaście utworów napisanych dla tego zespołu: kwartety smyczkowe, Kwintet fortepianowy, Kwintet klarnetowy, Capriccio per sei instrumenti.
Przez długie lata Meyer udzielał się w Związku Kompozytorów Polskich. W latach 1971–1989 był członkiem Zarządu Głównego tego stowarzyszenia, w latach 1985-1989 jego prezesem. Oprócz tego przez czternaście lat (1974-1988) uczestniczył w pracach komisji programowej Międzynarodowego Festiwalu Muzyki Współczesnej „Warszawska Jesień”. Był również członkiem władz poznańskiego oddziału stowarzyszenia. Członek czynny Polskiej Akademii Umiejętności (od 2011). Od 2009 kieruje artystycznie Festiwalem Muzyki Kameralnej w Kościerzynie.
W 2024 otrzymał nagrodę Złoty Fryderyk za całokształt dokonań artystycznych.

## Muzyka
Meyer napisał ponad sto utworów, z których większość dostępna jest na CD.
Dla wczesnych utworów Meyera charakterystyczna była obfitość niekonwencjonalnych brzmień, typowych dla sonoryzmu, jaki panował w ówczesnej muzyce polskiej. Takie niekonwencjonalnie (wówczas) brzmiące epizody zestawiane były zazwyczaj na zasadzie kontrastu, a potem syntezy efektów (I-IV Kwartet smyczkowy, I, II i III Symfonia, Quartettino).
W latach siedemdziesiątych efekty sonorystyczne wyraźnie zaczęły ustępować przed tradycyjnymi technikami gry. Miały one służyć „narracyjnej” formie utworów, które kompozytor sam określał jako „muzyczne opowiadania” (V Kwartet smyczkowy, Trio fortepianowe, Kwintet fortepianowy) i wyjaśniał:
Chciałbym, aby moje utwory były dla słuchacza ważną, obchodzącą go historią wypowiedzianą za pomocą dźwięków, nie zaś strumieniem bodźców akustycznych przepływających mimo woli, obok jego uszu...
Swoje wyobrażenie o formie, decydujące o dramaturgii jego utworów z tych lat, przedstawił w artykule „Forma muzyczna w aspekcie psychologicznym”.
Równocześnie wielokrotnie proporcje formy opierał na relacjach liczbowych, takich jak ciąg Fibonacciego (Trio klarnetowe), złoty podział (VII Kwartet smyczkowy, Msza) lub inne, konsekwentnie stosowane regularności (Koncert fortepianowy, II Koncert wiolonczelowy, oratorium Stworzenie świata).
W latach dziewięćdziesiątych „opowiadania” te skomplikowały się, często przybierając postać rozbudowanych epizodów o powoli narastającym napięciu (VII Symfonia). Fakturalnie i brzmieniowo utwory te stały się bardziej wyrafinowane, jakby podejmując tradycję impresjonizmu, z charakterystyczną dla tego kierunku wrażliwością na barwę, brzmieniem tworzonym z ruchomych, ciągle zmieniających się motywów, a równocześnie pewną statyką. Wrażenie to pogłębia rytmika, nierzadko pozbawiona pulsu na dłuższych odcinkach. Charakterystyczna harmonia wynika z współbrzmień, które - zgodnie z relacją kompozytora - oparte są na symetrycznie budowanych akordach.
Wiele utworów Meyera wyraźnie odwołuje się do tradycji. Wskazują na to nie tylko tytuły – znane z przeszłości albo włoskie określenia temp używane jako oznaczenia poszczególnych części, ale niekiedy wręcz celowe aluzje. Spotykamy więc: stylizację muzyki barokowej (Concerto retro), pastisz stylu Mozarta (Symfonia D-dur w stylu Mozarta), hipotetyczny utwór Szostakowicza (kwartet smyczkowy Au delà d´une absence), „dekompozycja” Boccheriniego – w dodatku z elementami teatru instrumentalnego (Caro Luigi). Szczególny charakter ma VI Symfonia „Polska” z programem nawiązującym do atmosfery stanu wojennego (cytaty z pieśni patriotycznych). „Ekologicznego” przesłania doszukano się w katastroficznej atmosferze oratorium Stworzenie świata.
W dorobku Meyera ilościowo przeważają utwory instrumentalne, zazwyczaj przeznaczone na tradycyjne obsady. Najliczniej reprezentowany w jego dorobku jest kwartet smyczkowy (13 utworów) oraz koncerty solowe (12). Tę obfitość kameralistyki w swoim dorobku kompozytor tak tłumaczył:
Kiedy byłem bardzo małym chłopcem, miałem okazję przysłuchiwać się domowym koncertom kameralnym, które regularnie odbywały się w naszym domu. Stąd pierwszych wrażeń muzycznych dostarczyła mi muzyka kameralna Beethovena, Schuberta i Brahmsa. Być może właśnie dlatego kameralistyka przez całe życie obchodziła mnie szczególnie. Prawdopodobnie te pierwsze wrażenia w sposób zasadniczy wpłynęły na kształt moich przyszłych zainteresowań i hierarchię wartości. Niezwykle misterna forma Beethovenowska z całym swoim repertuarem środków oddziaływania na psychologię słuchacza stała się później punktem odniesienia dla wielu moich przemyśleń. Także bogactwo niuansów wyrazowych w muzyce Schuberta i Brahmsa wpłynęło na mój sposób myślenia.

### Kwartety smyczkowe
Meyer skomponował 15 utworów na kwartet smyczkowy: 14 utworów we własnym stylu oraz pastisz w stylu Szostakowicza. Autor hasła „Streichquartett” w MGG, niemiecki muzykolog Ludwig Finscher, nazwał go pierwszym wśród niewielu żyjących obecnie specjalistów w tym gatunku. Jak wielokrotnie przyznawał, do pisania kolejnych kwartetów smyczkowych pobudzała go długoletnia współpraca z Kwartetem Wilanowskim. W utworach tych identyczna jest jednak tylko obsada, bo pod każdym innym względem różnią się one między sobą. Różna jest ilość części, a także relacje między instrumentami. Na przykład w V Kwartecie smyczkowym wiolonczela potraktowana jest jak instrument prawie solowy, VII Kwartet smyczkowy grany jest w całości con sordino, a w IX Kwartecie smyczkowym ważne jest unisono.
We wczesnych, sonorystycznych kwartetach, występują niekonwencjonalne sposoby gry, takie jak uderzanie drzewcem smyczka w instrument, rozmaite rodzaje glissando, postukiwanie instrumentu palcami, ćwierćtony. W późniejszych kompozytor różnicuje brzmienie z pomocą tradycyjnych sposobów gry, ale na przykład zmieniając obsady. W VII Kwartecie smyczkowym każdy odcinek wykonywany jest w innej obsadzie (wszystkie instrumenty grają tylko w kulminacyjnym odcinku), co przy 4 instrumentach daje 12 kombinacji: Zdaniem Krzysztofa Baculewskiego jest to „forma kopertowa”.
| ...         | 1. odc. | 2. odc. | 3 odc. | 4. odc. | 5. odc. | 6. odc. | 7. odc. | 8 odc. | 9. odc. | 10. odc. | 11. odc. | 12. odc. |
| ----------- | ------- | ------- | ------ | ------- | ------- | ------- | ------- | ------ | ------- | -------- | -------- | -------- |
| I skrzypce  | T       |         | T      |         | T       | T       |         | T      | T       |          | T        |          |
| II skrzypce | T       |         |        | T       | T       | T       | T       |        | T       | T        |          |          |
| altówka     |         | T       | T      |         |         | T       | T       | T      | T       | T        |          | T        |
| wiolonczela |         | T       |        | T       | T       |         | T       | T      | T       |          | T        |          |

### Koncerty solowe
Wśród piętnastu koncertów solowych są dwa na skrzypce i dwa na flet, przy czym drugi - na cztery odmiany fletu: piccolo, altowy, wielki i basowy. Na wiolonczelę są nie tylko dwa koncerty solowe, ale także występuje ona w obsadzie solowej obu koncertów podwójnych: z harfą oraz ze skrzypcami. Na cztery wiolonczele skomponowany jest utwór z pogranicza teatru instrumentalnego Caro Luigi.
Dobór instrumentów w orkiestrze towarzyszącej solistom jest prawie w każdym koncercie inny. Najmniejsza jest obsada w koncertach: Podwójnym z wiolonczelą i harfą oraz w Koncercie saksofonowym - zaledwie bowiem orkiestra smyczkowa. Nietypowa jest obsada w dwóch wczesnych koncertach z instrumentami dętymi (I Koncert fletowy i Koncert obojowy), gdyż stanowi go tylko perkusja oraz instrumenty smyczkowe. Za to w ostatnim koncercie z instrumentem dętym (Koncert klarnetowy) soliście towarzyszy orkiestra o największym składzie z wszystkich tych koncertów.

### Symfonie
Dziewięć symfonii Meyera różni się obsadą i charakterem. Przeznaczone są na orkiestrę wyłącznie smyczkową (V), na wielką orkiestrę (I, IV, VI i VII), na chór i orkiestrę (II, III, VIII i IX).
„Pierwsza” dzieje się głównie w świecie sonoryzmu; kontekst „Drugiej” i „Trzeciej” tworzy słowo poetyckie: „Praca” Juliana Tuwima oraz „Orphée” Paula Valéry. (...) Wnętrze „IV Symfonii” jest niesłychanie ostre i dramatyczne. Decyduje o tym nieustanny ruch; jakby maleńkie cząsteczki dźwiękowe zostały uwięzione w zamkniętej przestrzeni i odbijały się od siebie. (...) Programowa „VI Symfonia „polska"” powstała na początku lat 80., jest komentarzem do wydarzeń stanu wojennego.
Programowy charakter sugeruje tytuł wyjątkowo rozbudowanej: Sinfonia del tempo che passa, czyli przemijającego czasu. Wiersze Adama Zagajewskiego wykorzystane w VIII Symfonii poświęcone są jednemu tematowi - antysemityzmowi. Psalmy w IX Symfonii - protest przeciwko kłamstwu i przemocy.

### Opery
Cyberiada napisana do libretta kompozytora opartego na opowiadaniach S. Lema
Nad „Cyberiadą” pracowałem w okresie, kiedy tendencje awangardowe były w muzyce polskiej jeszcze bardzo żywe. Aleatoryzm, sonoryzm, bruityzm i inne zjawiska cechujące wówczas tzw. szkołę polską, były dla mnie czymś najzupełniej oczywistym i naturalnym. (...) „Cyberiada” była próbą przeniesienia tych zjawisk na teren muzyki operowej. Okazało się, że techniki te doskonale nadawały się dla muzyki scenicznej, co więcej, były w stanie realizować różne odcienie ekspresyjno-wyrazowe - od dramatycznych, po groteskowe, od melancholijnych po wesołe.
Cyberiada w 1970 otrzymała Grand Prix księcia Pierre de Monaco. Rok później Telewizja Polska zrealizowała pierwszy akt opery, jednak aluzje polityczne libretta dostrzeżone przez cenzurę czasów wczesnego Gierka spowodowały zawieszenie dalszej produkcji. W całości wystawił ją w 1986 roku teatr w Wuppertalu. Polskie prawykonanie dzieła odbyło się 25 maja 2013 roku w Teatrze Wielkim w Poznaniu. Program do spektaklu - opracowany przez dr Danutę Gwizdalankę i red. Michała J. Stankiewicza - obejmuje teksty dotyczące samego dzieła, jak i interpretacje fragmentów opowiadań Stanisława Lema.
Gracze to operowa komedia kryminalna do libretta na podstawie sztuki M. Gogola, którą rozpoczął w czasie wojny i porzucił po napisaniu 40 minut muzyki Dmitrij Szostakowicz. Meyer dokończył ją, dochowując wierności stylowi Szostakowicza. Wystawiona została przez operę w Wuppertalu w 1983 roku oraz przez Teatr Wielki w Poznaniu w 2005. Charakterystyczną cechą tej kryminalnej komedii o szulerach jest udział w obsadzie samych mężczyzn.
Opera dziecięca Klonowi bracia skomponowana została na zamówienie Centrum Sztuki Dziecka w Poznaniu, a wystawiona przez Teatr Wielki w Poznaniu (1990) i teatr w Wuppertalu (1993): jest melodyjną, niemalże tonalną operą przeznaczoną dla najmłodszego widza i nie znajduje się w głównym nurcie mojej twórczości.

## Twórczość

### Opery
- Cyberiada – opera komiczna na podstawie opowiadań S. Lema op. 15 (1970)
- Gracze – dokończenie opery D. Szostakowicza według N. Gogola op. 53 (1980)
- Klonowi bracia – opera dziecięca według E. Szwarca op. 72 (1988-89)
- Ślepy tor – opera do libretta Antoniego Libery op. 138 (2019-2022)[17]

### Utwory na orkiestrę
- I Symfonia op. 10 (1964)
- IV Symfonia op. 31 (1973)
- Fireballs op. 37 (1976)
- Symfonia w stylu Mozarta op. 41 (1977)
- V Symfonia op. 44 (1979)
- VI Symfonia „Symfonia polska” op. 57 (1982)
- Hommage à Johannes Brahms (1982)
- Musica incrostata (1988)
- Caro Luigi na 4 wiolonczele i smyczki (1989)
- Muzyka pożegnalna (1997; dedykowana pamięci W. Lutosławskiego)
- VII Symfonia „Symfonia czasu przemijającego” op. 97 (2001-2002)
- Musique scintillante (2007)
- Kontredanse na dwie orkiestry, w stylu Mozarta (2013)[18]
- Musica festiva na dwoje organów oraz orkiestrę symfoniczną (2014)
- Metamorfozy op. 128 na małą orkiestrę (2015-2016)
- Epitafium na orkiestrę op. 139 (2022)
- Vivat Pro Sinfonica na orkiestrę (2023)
- Musica concertante no 2 na dwa flety i orkiestrę op. 141 (2023)

- Koncerty;
  - Concerto da camera op. 6 na flet, perkusję i smyczki (1964)
  - na flet op. 61 (1983)
  - Concerto da camera op. 29 na obój, perkusję i smyczki (1973)
  - na klarnet op. 96 (2001)
  - na saksofon altowy i orkiestrę smyczkową op. 79 (1992)
  - na trąbkę op. 35 (1973-1975)
  - na skrzypce nr 1 op. 12 (1965), nr 2 op. 87 (1996)
  - na wiolonczelę: nr 1 Canti Amadei (1984) i nr 2 op. 85 (1994-95)
  - Concerto da camera op. 64 na harfę, wiolonczelę i smyczki (1984)
  - Koncert podwójny na skrzypce, wiolonczelę i orkiestrę op. 105 (2006)
  - na fortepian op. 46 (1979)
  - na gitarę, kotły i smyczki op. 115 (2010-2011)[17]

### Utwory na chór i orkiestrę:
- II Symfonia „Epitaphium Stanisław Wiechowicz in memoriam” do słów Juliana Tuwima op. 14 (1967)
- III Symfonia „Symphonie d’Orphée” do słów Paula Valéry op. 20 (1968)
- VIII Symfonia „Sinfonia da requiem” do słów Adama Zagajewskiego op. 111 (2009)
- IX Symfonia „Symfonia wiary i nadziei” do tekstów psalmów op. 126 (2016)
- Msza op. 68 na chór mieszany i orkiestrę (1995-96)
- Stworzenie świata op. 91 – oratorium na solistów, chór i orkiestrę (1999)[17]

### Utwory kameralne
- Interludio drammatico na zespół kameralny (1980)
- Pezzo per Mauro na flet, saksofon, puzon, fortepian, kontrabas i perkusję (1991)
- Introspekcje na 5 wiolonczel (1960)
- Muzyka na 3 wiolonczele, kotły i fortepian (1962)
- Interludio statico na klarnet i 4 wiolonczele (1964)

- Kwintet klarnetowy (1986)
- Kwintet fortepianowy (1991)
- Cinque colori na flet, skrzypce, wiolonczelę, perkusję i fortepian (2001)
- Kwintet na 4 saksofony i fortepian (2007)

- Quattro colori na klarnet, puzon, wiolonczelę i fortepian (1970)
- Concerto retro na flet, skrzypce, wiolonczelę i klawesyn (1976)
- 15 Kwartetów smyczkowych (1963, 1969, 1971, 1974, 1977, 1981, 1985, 1985, 1989, 1994, 2001, 2005, 2010, 2014, 2018)
- Au delà d´une absence na kwartet smyczkowy (1997)
- Kwartet na 4 saksofony (1986)
- Capriccio per sei instrumenti na 3 flety, skrzypce, altówkę i wiolonczelę (1988)
- Epitafium na 3 wiolonczele i fortepian (2004)
- Kwartet fortepianowy (2010) i (2012)
- Hommage à Nadia Boulanger na flet, altówkę i harfę (1991)
- Trio fortepianowe (1981)
- Wittener Kammermusik na flet, obój i klarnet (1988)
- Trio na flet, altówkę i gitarę (1992)
- Trio smyczkowe (1993)
- Trio klarnetowe (1998)
- Trio na obój, fagot i fortepian (2002)

- Pezzo capriccioso na obój i fortepian (1982)
- Sonaty na wiolonczelę i fortepian: nr 1 (1983); nr 2 (2004)
- Canzona na wiolonczelę i fortepian (1981)
- Duetti concertanti na fagot i fortepian (2004)
- Misterioso na skrzypce i fortepian (1994)
- Capriccio interrotto na skrzypce i fortepian (2000)
- Impromptu multicolore na dwa fortepiany (2000)
- Metamorfozy op. 102 na saksofon altowy i fortepian (2004)
- Trio na flet, skrzypce i wiolonczelę op. 129 (2016)[17]

### Utwory solowe

#### na fortepian
6 sonat na fortepian solo
nr 1 (1962); nr 2 (1963); nr 3 (1966); nr 4 (1968); nr 5 (1997); nr 6 (2006)
24 preludia na fortepian (1978)

#### na inne instrumenty klawiszowe
Sonata na klawesyn (1973 )
Fantazja na organy (1990)

#### na skrzypce
Sonata na skrzypce solo (1975)
6 preludiów na skrzypce solo (1981)

#### na wiolonczelę
I Sonata na wiolonczelę solo (1961)
II Sonata na wiolonczelę solo (2007)
Moment musical na wiolonczelę solo (1976)
Monologue na wiolonczelę solo (1990)

#### na flet
Sonata na flet solo op. 52 (1980)

#### na harfę
- Movimento rapsodico na harfę solo op. 127 (2016)

### Utwory wokalne

#### z głosem solo
Śpiewy polskie na sopran i orkiestrę do słów Juliana Tuwima (1974)
Tryptyk liryczny na tenor i orkiestrę kameralną (1976)
Quartettino na sopran, flet, wiolonczelę i fortepian do słów Juliana Tuwima (1966)
Pięć utworów kameralnych na mezzosopran, klarnet, skrzypce i altówkę (1967)
Pieśni rezygnacji i zaprzeczenia na sopran, skrzypce i fortepian (1963)
9 fraszek Stanisława Jerzego Leca na sopran i fortepian (1979)
Colloqium niedzielne na ulicy na baryton i fortepian (1981)

#### na chór a cappella:
Wjeliczalnaja (1988)
Te Deum (2006)

### Utwory dziecięce

#### na fortepian:
- Czarodziejskie obrazki (1975)
- Suita dziecięca (1978)

#### na skrzypce i fortepian:
- Skrzypcowy kramik (1981)
- Sonatina dla młodzieży (1983)

## Nagrody za twórczość
- Złoty Krzyż Zasługi (1975)[19]
- Odznaka „Zasłużony Działacz Kultury” (1979)[19]
- Nagroda im. Herdera (Hamburg-Wiedeń 1984)[19]
- Nagroda Związku Kompozytorów Polskich (Warszawa 1992)
- Fundacji im. Alfreda Jurzykowskiego (Nowy Jork 1993)
- Nagroda im. Stamitza (Mannheim 1996)
- Krzyż Kawalerski Orderu Odrodzenia Polski (1997)[19]
- Krzyż Oficerski Orderu Odrodzenia Polski (2003)[19]
- Krzyż Zasługi na Wstędze Orderu Zasługi Republiki Federalnej Niemiec (2007)
- Złoty Medal „Zasłużony Kulturze Gloria Artis” (2011)[20]
- Nagroda Krakowska Książka Miesiąca maja 2012 r. za książkę Mistrzowie i przyjaciele (PWM, Kraków 2012)
- Medal im. Glinki za wkład w rozwój sztuki muzycznej, Moskwa 2012
- Złoty Fryderyk (2024) za całokształt dokonań artystycznych[21]
- doktor honoris causa Uniwersytetu Marii Curie-Skłodowskiej w Lublinie (1925; https://www.umcs.pl/pl/aktualnosci,4622,prof-krzysztof-meyer-doktorem-honoris-causa-umcs,169207.chtm)

## Publikacje
- Około dwustu artykułów, poświęconych przede wszystkim teorii i historii muzyki XX wieku.
- Monografia Dmitrija Szostakowicza (Kraków 1973, 1986; Leipzig 1980; nowa wersja: Paris 1994; Bergisch Gladbach 1995; Amsterdam 1996; Madrid 1997; Mainz 1998, St. Petersburg 1998; Warszawa 1999; wersja rozszerzona Mainz 2008).
- Współautor monografii Witolda Lutosławskiego (t. I Droga do doskonałości, t. II Droga do mistrzostwa, Kraków 2003-2004; wspólnie z D. Gwizdalanką).
- Mistrzowie i przyjaciele, (PWM, Kraków 2012)
- Witold Lutosławski. Wege zur Meisterschaft (z D. Gwizdalanką), Pfau, Saarbrücken 2014